# Al-Mansura

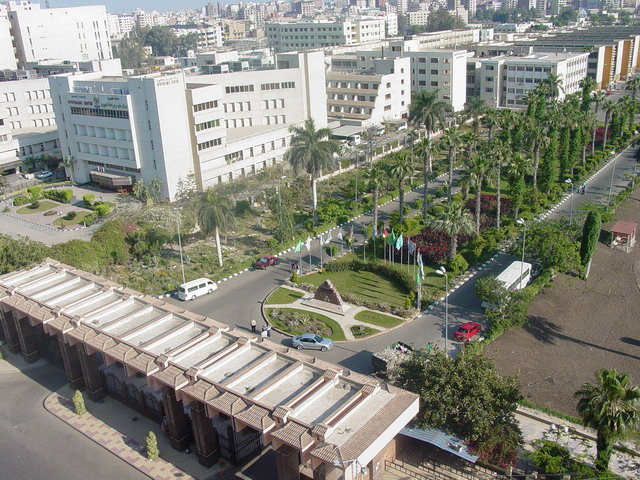
Uniwersytet Al-Mansura

Al-Mansura (dosł. „zwycięstwo”) – miasto w północnym Egipcie, ośrodek administracyjny muhafazy Ad-Dakahlijja. Leży w Delcie Nilu, nad ramieniem Damietta i kanałem Al-Bahr as-Saghir, łączącym Al-Mansurę z laguną Buhajrat al-Manzila. W 2006 roku liczyło ok. 439 tys. mieszkańców.
Miasto położone jest około 110 km na północ od centrum Kairu. W mieście znajduje się Uniwersytet Al-Mansura.
Pierwotnie było to miejsce obozowania sułtana Al-Kamila podczas oblężenia Damietty w latach 1218–1221.